# پرتو یونیزان
تابش یوننده (به انگلیسی: Ionizing radiation) تابشی است که به اندازهٔ کافی انرژی دارد تا الکترون‌ها را از اتم یا مولکول جدا کند یا به بیانی دیگر آن‌ها را یونیزه کند. تابش یوننده از ذره‌های درون‌اتمی، اتم‌ها یا یون‌هایی با سرعت بسیار بالا (سرعتی نزدیک به سرعت نور) یا موج‌های الکترومغناطیسی با انرژی بسیار بالا مانند گاما و ایکس ساخته‌شده است.
تابش یوننده در اثر واکنش هسته‌ای - اعم از طبیعی یا مصنوعی - با دمای بسیار بالا (مثلاً در هاله خورشید یا در حالت پلاسما) از طریق تولید ذره‌های پرانرژی در شتاب‌دهنده ذره‌ای یا از طریق فرایندهای طبیعی مانند رعد و برق یا انفجار ابرنواختر پدید می‌آید.
وقتی تابش یوننده رخ‌می‌دهد می‌تواند ذرات زیراتمی (عموماً الکترون، پروتون، نوترون و گاهی تمام هسته) را از اتم آزاد کند. چنین رویدادی، پیوستگی شیمیایی را دگرگون کرده و یون ایجاد می‌کند. تابش یوننده را می‌توان به دو گروه مستقیم و غیرمستقیم تقسیم کرد.

## اثرهای فیزیکی
در افزاره‌های الکترونیکی، تابش یوننده می‌تواند منجر به فعال‌سازی مجدد پیوندهای آویزان غیرفعال‌شده در ناحیه مرز بین دو ماده شود، مانند فصل مشترک Si/SiO2 در افزاره‌های CMOS، که باعث افزایش چگالی تله‌های بین‌سطحی می‌شود. این تله‌ها می‌توانند حامل‌های بار را به دام اندازند که در نتیجه منجر به اثرهای پارازیتی مانند کاهش تحرک‌پذیری، افزایش نویز و تغییر ولتاژ آستانه می‌شود.